# Novedades (Nicaragua)
Novedades fue un diario de Nicaragua que se editó entre 1937 y 1979. Fue propiedad de la familia Somoza y se convirtió en una de las publicaciones más importantes de Nicaragua.

## Historia
El periódico fue fundado en 1937 y fue la publicación impresa oficial del Partido Liberal Nacionalista (PLN), el partido de Anastasio Somoza García.
Para su publicación, se importaron tintas de imprenta y papel periódico, que también utilizaron todos los demás medios impresos del país, ya que no se producían en Nicaragua.
Tras la muerte de Somoza García, su sucesor Anastasio Somoza Debayle detentó el control de todos los medios de comunicación, incluyendo al diario Novedades, que en 1956 era el segundo periódico nacional después de La Prensa, con una tirada media diaria de 30.000 ejemplares.
En 1968 la tirada del periódico era de 18 mil ejemplares. En 1971 el periódico superó los 20 mil ejemplares diarios.
Tras el triunfo de la revolución sandinista el 19 de julio de 1979, el periódico se confiscó y pasó a denominarse Barricada, editando su primer número el 25 de julio de 1979, bajo el control del FSLN.